# Jafet Uutoni
Jafet Uutoni (ur. 29 czerwca 1979) − namibijski bokser, złoty medalista igrzysk Wspólnoty Narodów (2006), olimpijczyk z Pekinu (2008).

## Kariera amatorska
W 2005 został mistrzem Afryki w kategorii koguciej. Na mistrzostwach w Casablance w półfinale pokonał przed czasem reprezentanta Botswany Meshacka Letsepę, awansując do finału. W finale pokonał reprezentanta gospodarzy, Marokańczyka Redouane Bouchtouka. 
W 2006 zdobył złoty medal na igrzyskach Wspólnoty Narodów w Melbourne, na których startował w kategorii papierowej. Rywalizację rozpoczął od pokonania na punkty (33:10) Nigeryjczyka Lukumona Akinolugbade. W ćwierćfinale tych igrzysk pokonał przed czasem w drugiej rundzie reprezentanta Papui i Nowej Gwinei Jacka Williego i awansował do półfinału. W półfinale pokonał wysoko na punkty Suazyjczyka Simangę Shibę, wygrywając 34:16. W finałowej walce pokonał na punkty Darrena Langleya, wygrywając 37:24. 
W 2008 reprezentował Namibię na igrzyskach olimpijskich w Pekinie. W 1/16 dostał wolny los, co oznaczało, że bez walki przeszedł do następnej rundy. W 1/8 zmierzył się z Polakiem Łukaszem Maszczykiem, z którym przegrał na punkty po dogrywce (5:+5). w 2010 zdobył srebrny medal na igrzyskach Wspólnoty Narodów. W finale przegrał z Irlandczykiem Paddym Barnesem, ulegając mu na punkty (4:8).